# Santa Lucia (canção)
Santa Lucia é uma canção napolitana, uma das mais famosas da Itália. Foi gravada por diversos intérpretes, entre eles Enrico Caruso, cuja versão foi a primeira a ser gravada, em 1916. Santa Lucia foi escrita por Teodoro Cottrau e registrada oficialmente em 1850. Em 1963 foi gravada por Elvis Presley, só aparecendo em um álbum de 1965 chamado Elvis For Everyone. Nele, Presley cantava apenas um trecho em italiano. Os arranjos da versão são creditados ao próprio Elvis.

## Regravações
- Mario Lanza (1952)
- Dean Martin
- Giuseppe di Stefano
- Elvis Presley
- Helmut Lotti
- Nino Valsani

## Letra
| Em Napolitano | Em Italiano |
| --- | --- |
| Comme se frícceca la luna chiena! lo mare ride, ll'aria è serena... Vuje che facite 'mmiezo a la via? Santa Lucia, Santa Lucia! Stu viento frisco fa risciatare: chi vo' spassarse jenno pe mmare? È pronta e lesta la varca mia Santa Lucia, Santa Lucia! | Sul mare luccica l'astro d'argento; placida è l'onda, prospero il vento. Venite all'agile barchetta mia! Santa Lucia, Santa Lucia! Con questo zeffiro così soave oh com'è bello star sulla nave! Su passeggeri, venite via! Santa Lucia, Santa Lucia! |
| La tènna è posta pe fa' 'na cena; e quanno stace la panza chiena | In fra le tende bandir la cena in una sera così serena |
| non c'è la mínema melanconia. Santa Lucia, Santa Lucia! | chi non dimanda, chi non desia? Santa Lucia, Santa Lucia! |